# Erik Bergström
Johan Erik Vitalis Eugén „Backen” Bergström (ur. 6 stycznia 1886 w Göteborgu, zm. 30 stycznia 1966 tamże) – szwedzki piłkarz, reprezentant kraju grający na pozycji napastnika.

## Kariera klubowa
Podczas swojej kariery piłkarskiej Erik Bergström występował w Örgryte IS. Z Örgryte siedmiokrotnie zdobył mistrzostwo Szwecji w 1902, 1904, 1905, 1906, 1907, 1909 i 1913.

## Kariera reprezentacyjna
W reprezentacji Szwecji Bergström zadebiutował 12 lipca 1908 w wygranym 11-3 towarzyskim meczu z Norwegią. Był to niezwykle udany debiut w reprezentacji, gdyż Bergström zdobył w nim cztety bramki. W tym samym roku był w kadrze Szwecji na Igrzyska Olimpijskie w Londynie. Na turnieju w Anglii był rezerwowym i nie wystąpił w żadnym meczu. W 1912 po raz drugi uczestniczył w Igrzyskach Olimpijskich. Na turnieju w Sztokholmie wystąpił w meczu z Holandią oraz z Włochami w turnieju pocieszenia. Ostatni raz w reprezentacji wystąpił 25 maja 1913 w przegranym 0-8 towarzyskim spotkaniu z amatorską reprezentacją Danii. W sumie wystąpił w 7 spotkaniach, w których zdobył 6 bramek.
| Mecze i gole w reprezentacji | Mecze i gole w reprezentacji | Mecze i gole w reprezentacji | Mecze i gole w reprezentacji | Mecze i gole w reprezentacji | Mecze i gole w reprezentacji | Mecze i gole w reprezentacji |
| #                            | Data                         | Miasto                       | Przeciwnik                   | Gol                          | Wynik                        |                              |
| ---------------------------- | ---------------------------- | ---------------------------- | ---------------------------- | ---------------------------- | ---------------------------- | ---------------------------- |
| 1.                           | 12.07.1908                   | Göteborg                     | Norwegia                     | Gol · Gol · Gol · Gol        | 11:3                         | towarzyski                   |
| 2.                           | 08.09.1908                   | Göteborg                     | Wielka Brytania am.          | Gol                          | 1:6                          | towarzyski                   |
| 3.                           | 06.11.1909                   | Kingston upon Hull           | Anglia am.                   |                              | 0:7                          | towarzyski                   |
| 4.                           | 20.06.1912                   | Göteborg                     | Węgry                        | Gol                          | 2:2                          | towarzyski                   |
| 5.                           | 29.06.1912                   | Sztokholm                    | Holandia                     |                              | 3:4                          | Igrzyska Olimpijskie         |
| 6.                           | 01.07.1912                   | Solna                        | Włochy                       |                              | 0:1                          | Igrzyska Olimpijskie         |
| 7.                           | 25.05.1913                   | Sztokholm                    | Dania                        |                              | 0:8                          | towarzyski                   |